# 医療用ロボット
医療用ロボット（いりょうようロボット）は、手術支援（例、da Vinci サージカルシステム）、リハビリテーション支援（例、HAL）、調剤ロボットなど、医療機関での治療や診断をサポートするロボットである。

## 概要
日本の行政区分では、医療用ロボット（所管：内閣府（AMED））と介護ロボット（所管：厚生労働省）は異なるカテゴリとして扱われている。医療用ロボットが主に医療機関で使用されるのに対し、介護ロボットは自宅や介護施設での移乗支援、移動支援、排泄支援、見守り・コミュニケーションなど、日常生活の支援や介護者の負担軽減を目的としている。
2024年6月、経済産業省と厚生労働省は「介護テクノロジー利用の重点分野」を改訂し、従来の6分野に加え、3分野を新たに追加した。

本稿では「医療用ロボット」を扱う。

## 分類
手術ロボット（Robotic surgery）
手術を補助し、低侵襲手術を可能にする。医師がカメラの映像を見ながらリモートで操作する。マニピュレーターの一種であり、繊細な動作を容易にする。ハンドが非常にコンパクトに出来ており、手術で切開する大きさを小さくできる（低侵襲外科手術）。
代表例：da Vinci、hinotori、Saroa、Hugo、Senhance
リハビリテーションロボット（Rehabilitation robot）
運動機能や言語機能の回復を支援。以下のサブカテゴリに分ける。
装着型
身体に装着し、立ち上がりや歩行を支援。バイオエレクトリック信号を使用。
代表例：CYBERDYNEのHAL
据え置き型
ハーネスで体重を軽減し、コンベア上で歩行。モニターやゲームでフィードバック。
代表例：トヨタのWelwalk WW-2000, インターリハのKiNvis
対話型
AI駆動で会話を通じて言語回復を支援。カスタマイズ可能。
AI搭載の対話型ロボット
診療ロボット（Medical robot）
診療の補助をしてくれるロボット。情報通信技術の発展により、医師が患者から遠く離れた場所にいてもロボットを介して診察できる。
調剤ロボット（Dispensing robot）
薬剤師の業務を担うロボット。処方箋のデータに基づき、薬品の選択や秤量、配分、分包を行う。
病院内搬送ロボット
医薬品、検体、リネン類などを自動搬送。スタッフの負担軽減。
代表例：三菱電機のMELDY、パナソニックのHOSPI
補綴ロボット（Robotic prostheses）
ロボット義手やロボット義足。事故や病気などで腕や脚を失った人でも、自分の手脚のような感覚で物を掴んだり歩いたりできる。
微小ロボット（マイクロマシン）
超小型カメラと移動装置を内蔵するカプセルを人体に入れて、患部に直接薬を噴射するというものがある。研究中。
消化管（胃、腸など）の診断だけの機能で自身で移動する能力も無いものは、2000年にイスラエルで開発され、2001年には欧米で臨床に使われている。
代表例：カプセル内視鏡
患者ロボット
主に医療関係者のシミュレーションや訓練に使われるロボット。単なる練習用実験台だけではなく、治療の技術に応じた反応をみせる。

## 問題点
日本では、手術ロボットの使用については医療保険の適用が認められていなかった。にもかかわらず、名古屋市や大阪市などの一部の病院が、手術ロボットを使用していながら、通常の手術を行った形で保険の診療報酬を請求するケースがあり、問題となっていたが、2012年4月1日より、前立腺がんのみ保険適用。2018年4月より、12種類のロボット手術が保険適用となった。